# Parc national Sundown
Le parc national Sundown (en anglais : Sundown National Park) est un parc national australien situé à 250 km  au sud-ouest de Brisbane, à la frontière de la Nouvelle-Galles du Sud. Il abrite la source da la Severn River (en) du Queensland.